# Gao Shun
Gao Shun (? – 198) fue un comandante chino que destacó por su excepcional arrojo en el campo de batalla. Durante finales de la dinastía Han, Gao Shun estuvo al servicio de Lü Bu y fue reconocido como uno de los comandantes más hábiles de Lü Bu. Destacó por la conquista de Xiaopei y la posterior victoria sobre una fuerza de refuerzo comandada por Xiahou Dun, uno de los generales destacados de Cao Cao. Sin embargo, ese mismo año, Cao Cao personalmente estuvo al mando del sitio de Xiapi la ciudad base de Lü Bu y triunfó. Como consecuencia de ello Gao Shun fue ejecutado junto con su líder, Lü Bu.

## Vida
Según el relato de Pei Songzhi, Gao Shun fue un hombre de honor, que ostentaba un aire de autoridad y era persona de pocas palabras. Fue un general formidable, que daba un entrenamiento exigente y excelente a sus tropas. Honesto, puro y de naturaleza estricta, Gao Shun no bebía vino ni aceptaba o enviaba presentes.
Según el Records of Heroes (英雄記) de Wang Can: Gao Shun solo tenía a sus órdenes una fuerza de 700 hombres, todos ellos bien equipados y disciplinados. Cada vez que su batallón se veía envuelto en un combate, sus hombres siempre lograban romper la formación del enemigo y pelear aunque estuvieran rodeados por los enemigos.
Zang Ba, líder de bandidos en el Monte Tai, atacó y venció al Canciller de Langye, Xiao Jian, en Ju. Capturó el tesoro y las provisiones de Xiao Jian, y prometió enviárselas a Lü Bu. Sin embargo, dado que no cumplió su promesa, Lü Bu fue a pedirle en persona el botín. Gao Shun le objetó: «Tu autoridad y reputación son conocidas y respetadas doquiera que vayas. ¿Cómo puede ser que pidas algo y no lo obtengas? Sin embargo vas a ir en persona a mendigar un regalo. Si por alguna razón fracasas, de seguro que ello va a dañar tu imagen y prestigio». Lü Bu no estuvo de acuerdo.
Una noche del año 198 Hao Meng, un militar que estaba a las órdenes de Lü Bu, se rebeló. Hao Meng ordenó a sus tropas que rodearan el palacio de gobierno en Xiapi, en el cual residía Lü Bu. El azorado Lü Bu debió escalar el muro del excusado y escapar hacia el campamento de Gao Shun, que luego se puso al mando de un grupo para sofocar la rebelión. Al otro día Hao Meng y sus tropas fueron forzados a retirarse hacia su campamento. Entonces Cao Xing, un subordinado de Hao Meng, se enfrentó a su superior y los dos se batieron a duelo. Cao Xing fue herido en la pelea y le había destrozado un brazo a Hao Meng. En ese momento Gao Shun, que había llegado, remató a Hao Meng.
Si bien Lü Bu sabía que Gao Shun era sumamente leal, su consejo no siempre era bien recibido. Luego del incidente de Hao Meng, Lü Bu perdió la confianza en Gao Shun. Le quitó a Gao Shun su comando y reasignó sus tropas a Wei Xu. Sin embargo cada vez que había batallas, Gao Shun era repuesto. A pesar de ser tratado de esta manera, él permaneció leal y nunca expresó descontento contra su señor.
Lü Bu, solía tomar sus decisiones en forma intempestiva, y sus acciones pocas veces eran consistentes. A menudo Gao Shun lo increpaba diciéndole: «Cuando comienzas algo, nunca piensas en los detalles.¡Siempre que hay que elegir entre el camino al éxito o la posibilidad de fallar, tú siempre tomas la decisión equivocada!» Lü Bu apreciaba su lealtad, pero no podía seguir su consejo.
Ese mismo año, Lü Bu se sintió amenazado por la presencia de Liu Bei y envió a Gao Shun para que atacara Xiaopei. Cao Cao entonces envió a Xiahou Dun, su general de confianza, a que rescatara Xiaopei, pero Xiahou Dun fue vencido por Gao Shun. Finalmente, Liu Bei debió abandonar la ciudad para buscar refugio con Cao Cao. Durante el invierno del 198, Cao Cao y Liu Bei se aliaron para la batalla de Xiapi, y cuando finalmente la ciudad fue derrotada Gao Shun fue capturado junto con Lü Bu. Sin mostrar miedo ni oponer resistencia, Gao Shun vio que la atención de Cao Cao se volvió hacia él, y los guardias que rodeaban a Gao Shun lo azuzaban frente a Cao Cao. «¿Es que quieres decir algo?», le preguntó Cao Cao. No deseando unirse a Cao Cao, Gao Shun permaneció en silencio y aceptó su destino. Cao Cao lo hizo ejecutar junto con Chen Gong.
Las cabezas de Lü Bu, Chen Gong, Gao Shun y otros fueron enviadas a Xuchang y posteriormente fueron enterradas.

## Gao Shun en elRomance de los Tres Reinos
El Romance de los Tres Reinos, es una novela histórica del siglo XIV escrita por Luo Guanzhong que presenta de forma romántica los eventos que tuvieron lugar antes y durante la era de los Tres Reinos. En el Capítulo 18, se relata que Gao Shun se habría batido a duelo con Xiahou Dun en un encuentro afuera de Xiaopei.
Luego de unos cuarenta a cincuenta ataques, Gao Shun fue superado y debió retirarse. Entonces Xiahou Dun azuzó su cabalgadura y persiguió a Gao Shun hasta bien adentro de las líneas enemigas. Entonces Cao Xing, un arquero de Gao Shun, apuntó y disparó una flecha contra Xiahou Dun. La flecha penetró en el ojo izquierdo Xiahou Dun. Con un grito, Xiahou Dun arrancó la flecha junto con su globo ocular, que luego devoró.
Con su lanza empuñada firmemente, Xiahou Dun se abalanzó sobre Cao Xing. Sin tiempo para reaccionar, Cao Xing fue empalado en el rostro y murió bajo el caballo de su némesis. Gao Shun luego hizo volver grupas a su cabalgadura y dirigió a sus tropas al ataque para derrotar a Xiahou Dun.